# Chrudimka
Chrudimka je řeka s délkou vodního toku 106 km a plochou povodí 867 km², pramení nad obcí Kameničky v krajinné oblasti Železných hor a ústí v Pardubicích v levostranném přítoku do evropské řeky Labe ve Východolabské tabuli, v rámci administrativně správním protéká okresy Chrudim a Pardubice, náležejícími do Pardubického kraje na území České republiky.
Rozsáhlé prameniště s několika vodními prameny řeky se nachází v geomorfologickém okrsku Kameničská vrchovina s rozvodnicí na vyvýšeninách železnohorského hřbetu s vrcholy Pešava (697 m), Dědovský kopec (676 m) a U oběšeného (738 m), nejvyššího v Železných horách a s nejvyšším bodem prameniště v dílčím povodí Chrudimky. Severozápadně od vrcholu leží hlavní pramenná zdrojnice řeky a v nadmořské výšce zhruba 705 m její nejvýše položený Filipovský pramen na okraji lesní lokality Humperky nad vesničkou Filipov, podle které byl pojmenován. Filipovský pramen podzemní vody vyvěrá na katastrálním území obce Krouna.
Prameniště je součástí chráněného území přirozené akumulace vody v Chráněné krajinné oblasti Žďárské vrchy, protékané řekou v horním toku od Flipovského pramene do Trhové Kamenice. Ve středním toku, od Trhové Kamenice až po přehradní hráz vodní nádrže Práčov, teče Chráněnou krajinnou oblastí Železné hory, dále až do Chrudimi na území Národního geoparku Železné hory s mnoha významnými geologickými lokalitami. Chrudimka v horním a středním toku tvoří hydrogeografickou osu Sečské vrchoviny, je jejím nejvýznamnějším vodním tokem s několika vodními díly, vodohospodářským a energetickým využitím.
Podle kamenitého koryta v horním toku byla řeka nazývaná Kamenice a v souvislosti s prudkým ohybem v průběhu vodní nádrže Seč ve středním toku také Ohebka. V průběhu 17. století se ustálilo pojmenování řeky podle města Chrudim, kterým protéká v dolním toku, v oblasti Chrudimské tabule. Za soutokem s řekou Novohradkou vtéká do Pardubické kotliny a ve městě Pardubice v nadmořské výšce 216 m ústí do řeky Labe. 

## Hydrogeografie

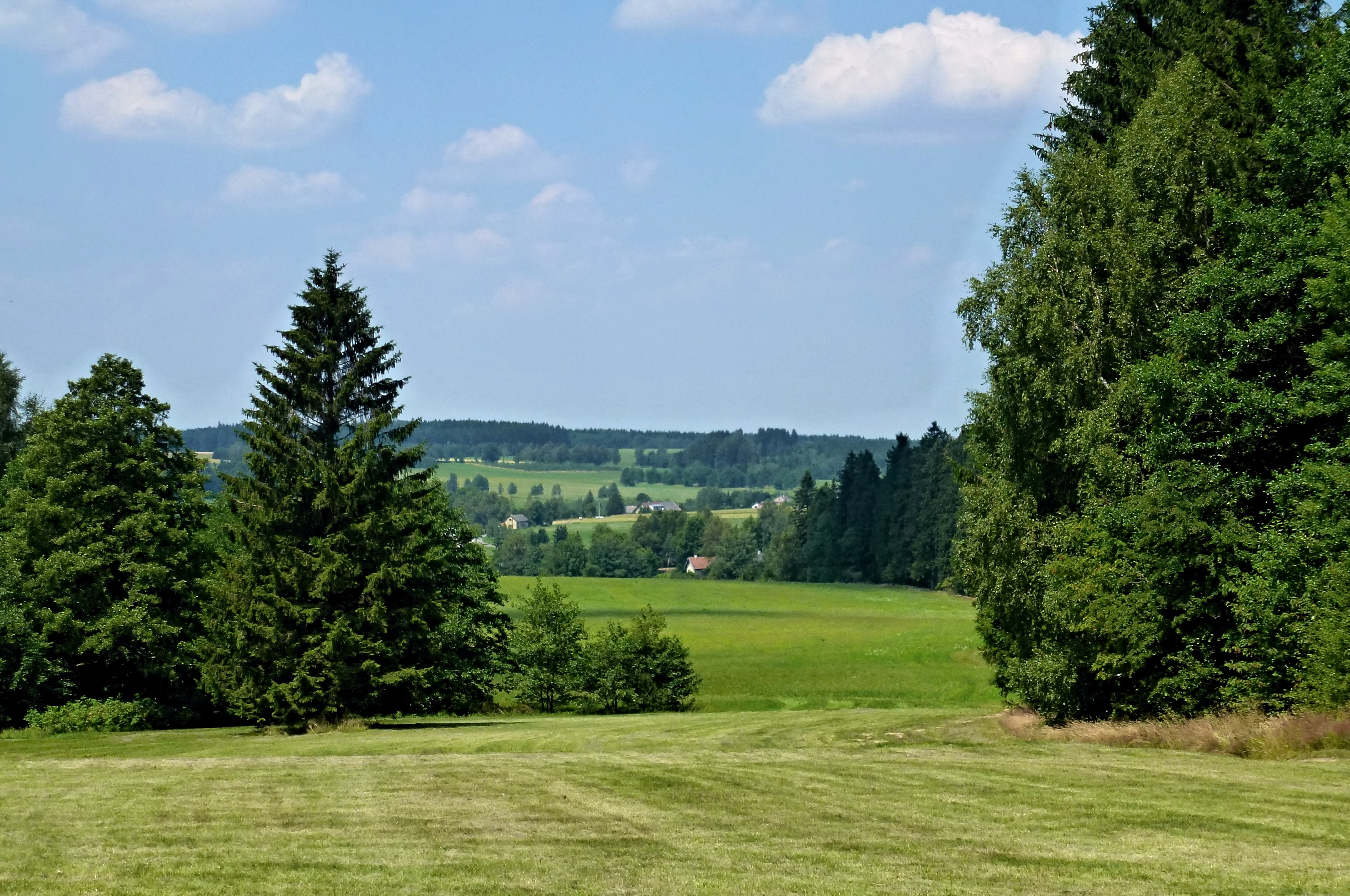
Krajina prameniště Chrudimky nad Filipovem v Kameničské vrchovině, vpravo lesní lokalita Humperky na severozápadním úbočí vrchu U oběšeného, na obzoru svahy vyvýšeniny Na kopci

Chrudimka je označena číslem hydrologického pořadí 1-03-03, odvodňuje severní část Českomoravské vrchoviny a malou oblast Východočeské tabule, celková plocha povodí činí 867,12 km² a z toho v geomorfologickém celku Železné hory tvoří 11,47 km² plochu dílčího povodí s prameništěm řeky, přibližně v rozsahu nadmořských výšek 614–737 m a v průběhu vodního toku v rozsahu nadmořských výšek 618–705 m.
V nejvyšších polohách se objevují prameny více zdrojnic v lesní lokalitě s názvem Humperky na katastrálním území obce Krouna, několik desítek metrů níže od rozsáhlých vlhkých luk na severozápadním úbočí vrcholu U oběšeného (738 m). Přibližně 750 m od vrcholu na severozápad (312°) se v nadmořské výšce 704,68 m u lesní cesty na okraji lesa objevuje na zemském povrchu voda pramenné zdrojnice, situačně v terénu nad sídelní lokalitou Filipov, podle které byl vývěr podzemní vody pojmenován Filipovským pramenem.
Poměrně rozsáhlé prameniště Chrudimky lze vymezit obcemi (od severu) Dědová, Svratouch, Chlumětín, Kameničky a Jeníkov. Ve 20. století bylo území melioracemi značně odvodněno, toky zdrojnic v různé míře napřímeny a upraveny do lichoběžníkových koryt až po Chrudimkou průtočný rybník Groš v Kameničkách. Nejvýše položené zdrojnice řeky se nacházejí na svazích vyvýšenin nad Kameničkami, přibližně v oblasti ve tvaru trojúhelníku s vrcholy Pešava (697 m), Dědovský kopec (676 m) a U oběšeného (738 m).

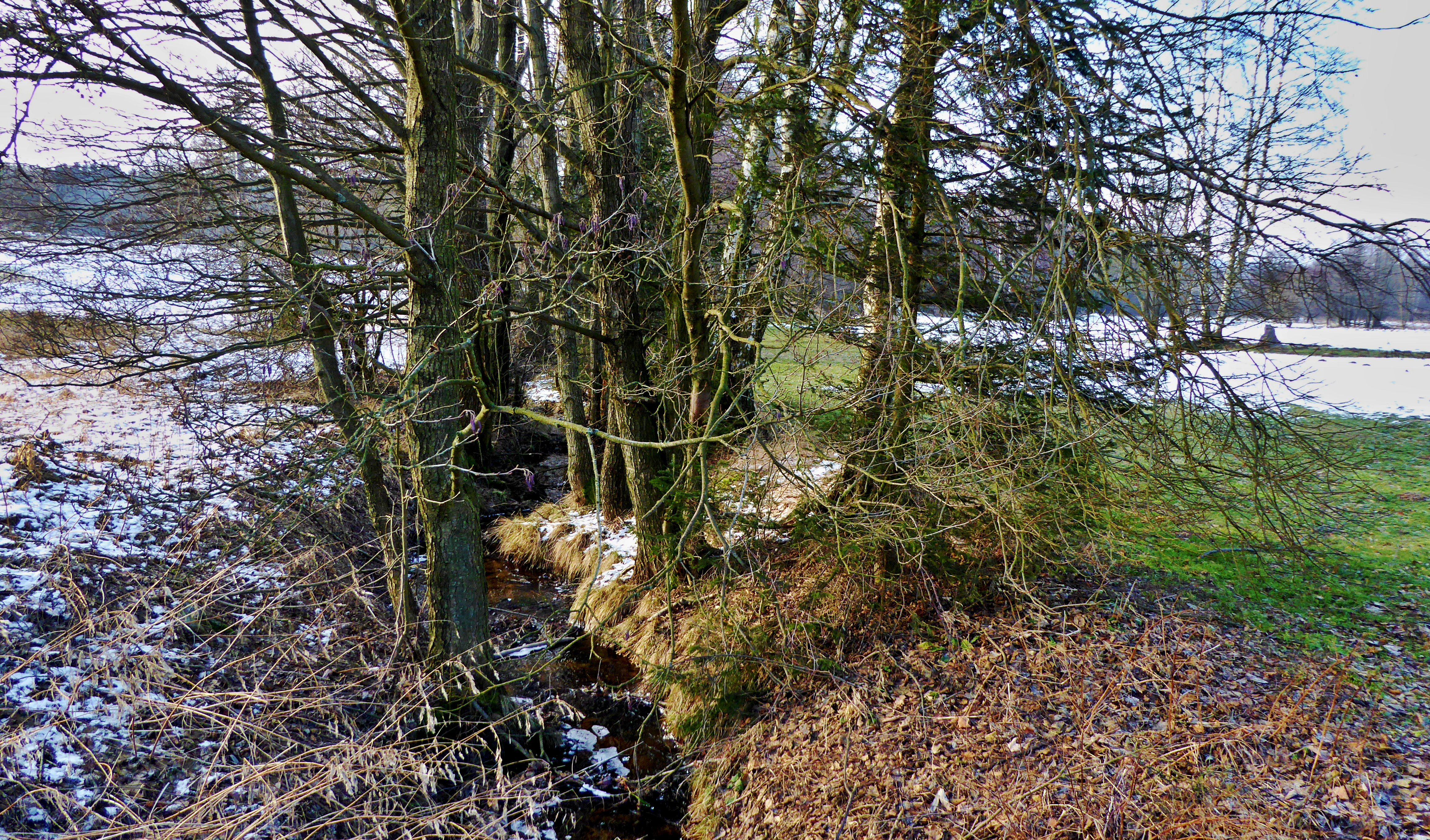
Pramenná zdrojnice Chrudimky v podobě bystřiny po opuštění lesního prostoru Humperky nad Filipovem

Vydatnější zdrojnice se nacházejí také na katastrálním území obce Dědová v pramenné sníženině přírodní památky Bahna pod vyvýšeninou Na Bahnech (663 m). Menší vydatnost mají zdrojnice pod vyvýšeninou Na kopci (681 m), nejdelší svodnice je v průtoku vlhkými loukami vedena meliorační trubkou. Otevřené koryto s vodotečí se objevuje až u silnice Dědová – Kameničky a ve svahu pod Dědovou jsou do něho zaústěny další strouhy odvádějící vodu z vlhkých luk a lesního prostoru.
Napřímená koryta zdrojnic jsou vedena svahem k Filipovu, k soutoku s bystřinou přivádějící vodu z lesní lokality Humperky s pramennou zdrojnicí. Za pramennou zdrojnici je obecně považována zdrojnice nejvodnatější, nejdelší a s pramenem v nejvyšší nadmořské výšce. Ještě před soutokem přibírá pramenná zdrojnice pod lesní lokalitou Humperky vodu z levostranného přítoku méně vydatné vodoteče s pramenem v osadě Paseky (část obce Chlumětín). Pramen nazvaný Na Pasekách je sveden trubkou do malého rybníčku v nadmořské výšce 704 m a nachází se zhruba 540 m na jihozápad od Filipovského pramene.
Soutokem bystřin mezi Filipovem a Kameničkami, zhruba 500 m nad monitorovací stanicí povrchových vod (PLA 338) Českého hydrometeorologického ústavu v říčním km 104,2 v profilu Chrudimky, vzniká průtokem vydatnější potok. V průtoku Kameničkami přibírá vodu z dalších zdrojnic řeky. Z pravostranného přítoku – Jeníkovského potoka s pramenem pod vrcholem Pešavy (697 m) a levostranného přítoku bezejmenné vodoteče, odvádějící vodu z mokřadů a vlhkých luk v přírodní rezervaci Volákův kopec.

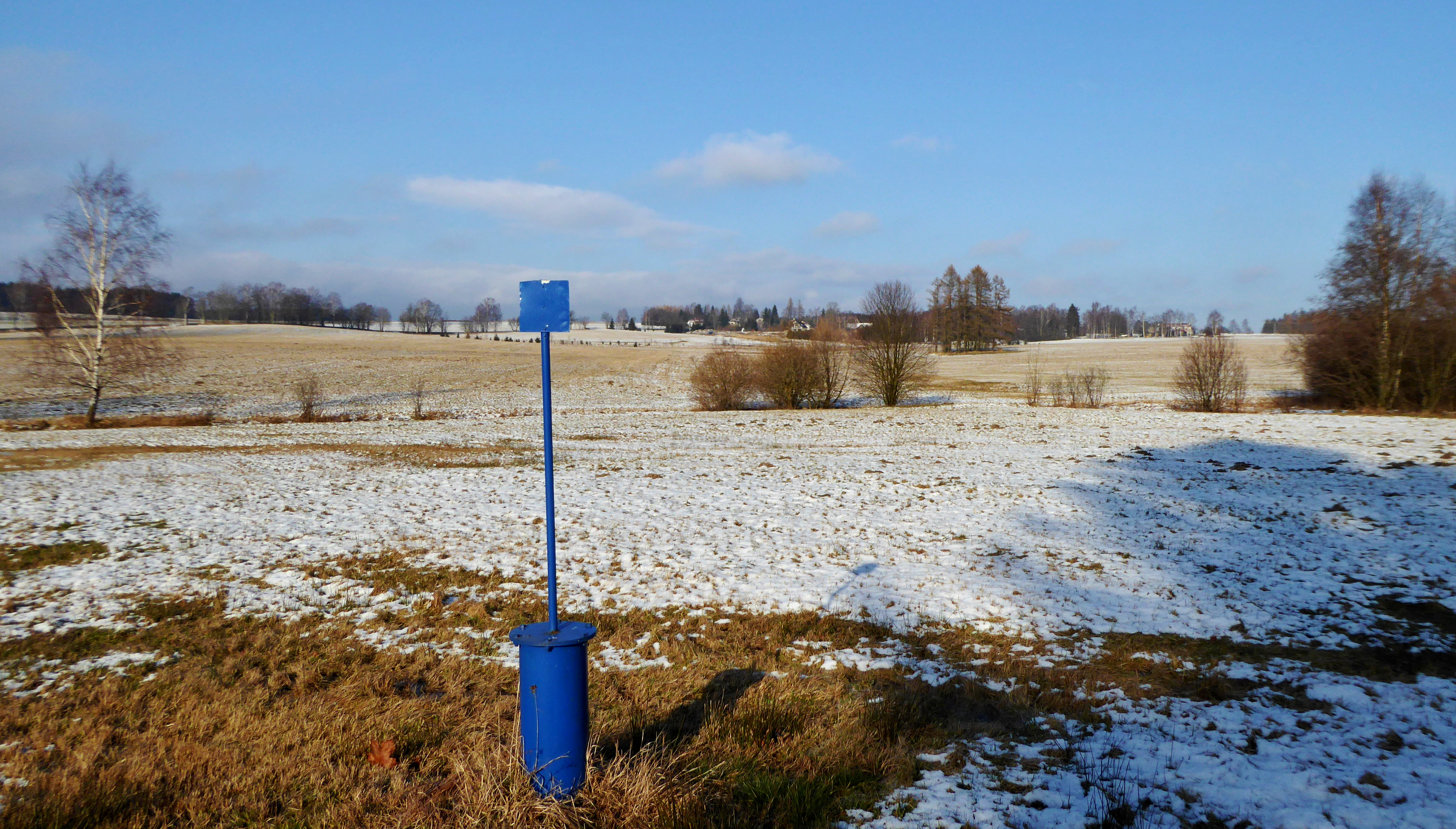
Oblast soutoku zdrojnic Chrudimky nad Kameničkami, nad monitorovací stanicí povrchových vod ČHMÚ v říčním km 104,2 v evropsky významné lokalitě Údolí Chrudimky

V jihozápadní části Kameniček na Chrudimce vybudován rybník Groš, výtok řeky na přelivu rybníka je dle vrstevnicové mapy v nadmořské výšce asi 618 m nejnižším bodem orografické rozvodnice, vztaženým k hladině řeky v dílčím povodí s prameništěm. Nejvyšším bodem prameniště a orografické rozvodnice je vrchol U oběšeného na katastrálním území obce Svratouch, nedaleko rozhraní Sečské vrchoviny a Žďárských vrchů.
Vrcholovou částí U oběšeného prochází hlavní rozvodnice mezi Labem a Dunajem. Současně tvoří vrchol rozhraní mezi orografickými rozvodnicemi dílčího povodí Chrudimky, řeky Krounky a Chlumětínského potoka v povodí Labe a potoka Brodek v dílčím povodí řeky Svratky a Dunaje.
Dílčí povodí Chrudimky od vrcholu U oběšeného po ústí do Labe je přibližně o 750 m delší, než vlastní délka vodního toku od Filipovského pramene (105,97 km). Od roku 1978 je prameniště řeky v oblasti Kameniček součástí chráněné oblasti přirozené akumulace vod (CHOPAV) s názvem Žďárské vrchy, s více zdrojnicemi a jejich prameny. CHOPAV je ve smyslu nařízení vlády ČSR č. 40/1978 Sb. vymezeno shodně s Chráněnou krajinnou oblastí Žďárské vrchy.
Nejnižší bod dílčího povodí Chrudimky je situovaný mimo hlavní koryto řeky na rozhraní s povodím Chlumětínského potoka v lokalitě V ohradách, přibližně v nadmořské výšce 614 m dle vrstevnicové mapy. V lokalitě V ohradách je do vodoteče z odtoku pod hrází rybníka Groš zaústěna levostranná svodnice odvádějící vodu z mokřadů.
Chlumětínský potok, uváděný jako zdrojnice Chrudimky, pramení v nadmořské výšce kolem 700 m jihozápadně od vrcholu U oběšeného. Na jihozápadním okraji Kameniček je zaústěn strouhou do rybníka Groš (dle základní mapy Česka). Průtok k rybníku Groš je však výrazně ovlivněn výškou hladiny nedalekého rybníka Krejcar, napájeného vodou Chlumětínského potoka. Vydatnější je průtok potoka do rybníka Krejcar a také do obtokového koryta vedeného lesní lokalitou Ohrady se zaústěním do Krejcarského potoka. Od soutoku s Krejcarským potokem je dle evidence rozvodnic Českého hydrometeorologického ústavu uváděno dílčí povodí Chlumětínského potoka. Recipient neboli příjemce vody je v dílčím povodí Chlumětínský potok s vydatnějším průtokem a je tak prvním větším levostranným přítokem Chrudimky v prostoru luční nivy s mokřady pod Kameničkami (dále viz Větší přítoky).

### Vodní tok

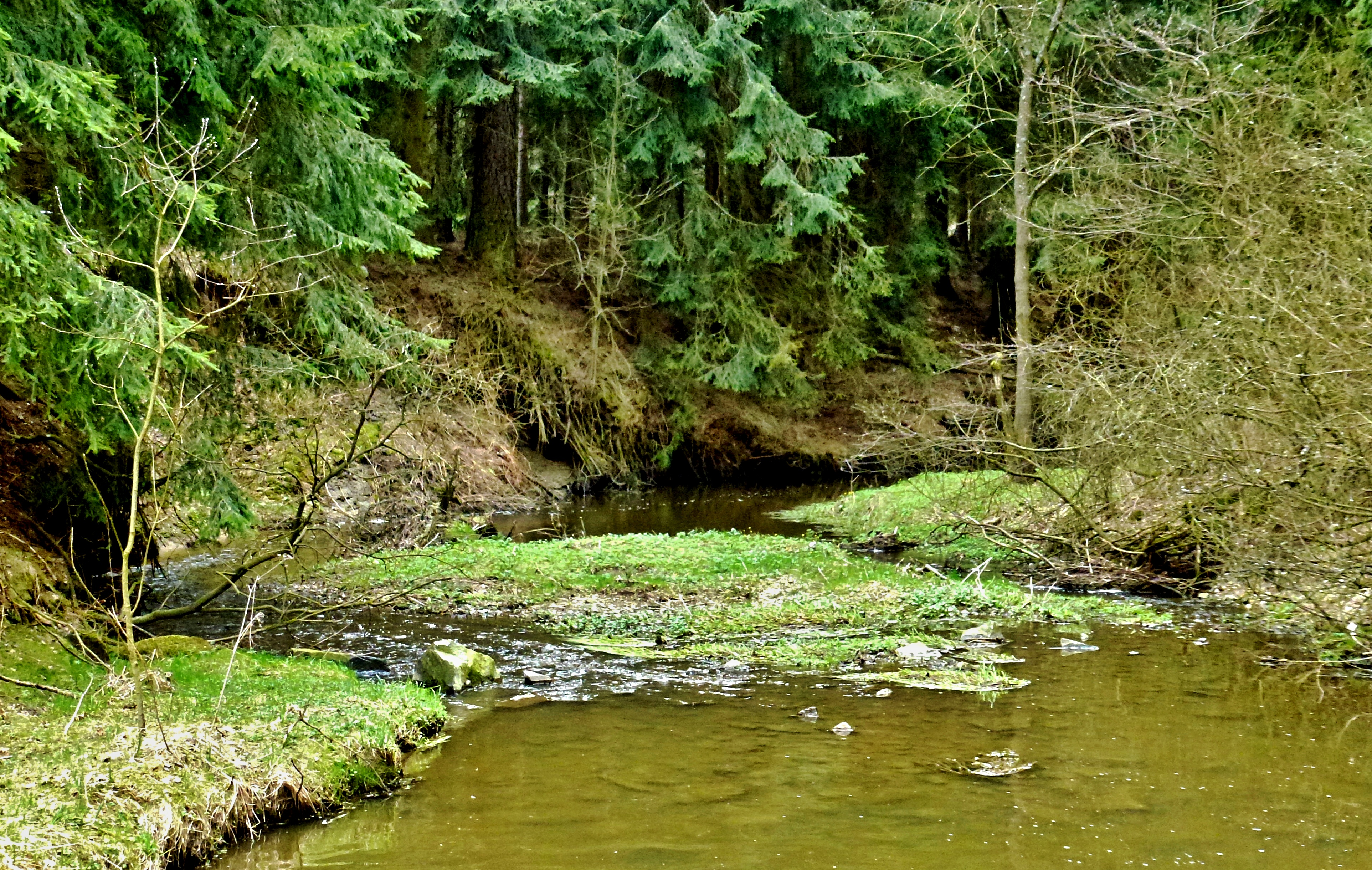
Chrudimka pod Kameničkami, při vtoku do údolní nivy v evropsky významné lokalitě Údolí Chrudimky

Od Filipovského pramene je ústí Chrudimky do řeky Labe vzdálené přibližně 38 km severo-severozápadním směrem (334°). Hydrogeografická osa Chrudimky se v průběhu toku v různých směrech mění, také v důsledku rozdílných vlastností hornin tvořících geologické podloží míst, kterými řeka protéká, z hlediska hydrologie jsou to tři územně vymezené oblasti, tzv. hydrogeologické rajóny s názvy:
- Krystalinikum Železných hor, v úseku Filipovský pramen až Škrovád (horní a střední tok v Sečské vrchovině Železných hor).
- Chrudimská křída mezi Slatiňany a Tuněchody (část dolního toku v Chrudimské tabuli Svitavské pahorkatiny).
- Kvartér Loučné a Chrudimky od Tuněchod do Pardubic (část dolního toku a ústí do řeky Labe na katastrálním území města Pardubic v Pardubické kotlině Východolabské tabule).

Vodní tok dlouhý 105,97 km nemá spádovou křivku ideálně vyrovnanou, v průběhu toku Chrudimky se střídají obecně úseky s různou rychlostí proudění vody a s různou intenzitou erozní schopnosti v souvislosti s geologickým podložím, značně složitým v krajinné oblasti Železných hor, v průběhu horního a středního toku řeky. V průtoku Sečskou vrchovinou v pohoří Železných hor od Filipovského pramene po vodní nádrž Seč u Horní Vsi (součást města Seč) je hydrogeografická osa vodního toku orientována jihovýchod – severozápad, kromě malých změn v meandrech a dvou výrazných oblouků s korytem řeky vyhloubeném kolem vyvýšenin mezi Kameničkami, Hamry a Vítanovem. Od Trhové Kamenice do prostoru vodní nádrže Seč se koryto řeky mírně přibližuje k jihozápadnímu hřbetu Železných hor.
V souvislosti se zdvižením zemské klínové kry geomorfologického celku v období kenozoika nad železnohorským tektonickým zlomem (Ždírec nad Doubravou – Týnec nad Labem) a jejího úklonu v linii jihozápad – severovýchod, mění řeka v průtoku vodní nádrží Seč prudce směr k severovýchodu (oblast s přírodní rezervací Oheb a skalním ostrohem se zříceninou hradu Oheb nad Chrudimkou).
Vodní tok od Sečské přehrady proráží horniny železnohorského plutonu v hlubokých říčních údolích. Řeka výraznou měrou ovlivnila reliéf zemského povrchu v oblasti Železných hor, v některých úsecích se objevuje příčný profil typu soutěsky (využit pro stavbu přehradní hráze Seč, pohledově výrazný například v přírodních rezervacích Krkanka a Strádovské Peklo). V hlubokém údolí pod Nasavrky se stáčí řeka k severu a u Slatiňan opouští krajinnou oblast Sečské vrchoviny (Železných hor).
Chrudimskou tabulí (Svitavskou pahorkatinou) od Slatiňan teče severním směrem a od Chrudimi směřuje k severovýchodu, k soutoku s Novohradkou pod Úhřetickou Lhotou. Původně byl vodní tok (dnes Chrudimka) na okraji Chrudimské tabule tzv. načepován jiným (dnes Novohradka) se silnou zpětnou erozivní činností (úkaz nazvaný pirátství říčního toku). V současnosti je Novohradka pravostranným a největším přítokem v celé délce toku Chrudimky, která od soutoku s Novohradkou směřuje k severozápadu. Pardubickou kotlinou protéká Chrudimka v krátkém úseku na katastrálním území města Pardubic, kde ústí do řeky Labe v geomorfologickém okrsku Východolabská niva.
Chrudimka protéká městy Hlinsko, Slatiňany, Chrudim a Pardubice. Z hlediska administrativně správního tvoří osa vodního toku, přibližně v úseku od říčního km 61,3 pod lokalitou Paseky po chatovou osadu Rackovice nad vodní nádrží Seč, rozhraní mezi Pardubickým krajem na pravém břehu (sídelní lokality města Seč v okrese Chrudim) a Krajem Vysočina na levém břehu (obce Rušinov, Klokočov a Jeřišno v okrese Havlíčkův Brod).

### Evropsky významné lokality
Na vodním toku a podél jeho koryta byla vyhlášena chráněná území soustavy Natura 2000 na celkem čtyřech evropsky významných lokalitách, ve správě Agentury ochrany přírody a krajiny České republiky s názvy:
- Údolí Chrudimky, o rozloze 6,38 ha a v rozsahu poloh s nadmořskou výškou klesající od 665 do 606 m v Sečské vrchovině na území Chráněné krajinné oblasti Žďárské vrchy. Situačně v terénu geomorfologického okrsku Kameničská vrchovina od vodního pramene s názvem Chrudimka[21] pod obcí Dědová, v průtoku zdrojnice řeky v otevřeném korytě začínajícím u silnice III/3439 (úsek Dědová – Kameničky) po soutok s pramennou zdrojnicí v údolí pod Filipovem a dále v průtoku Chrudimky obcí Kameničky a údolní nivou v lokalitě Lány, až k mostu silnice III/3438 (úsek Hamry – Vortová), před začátkem vzdutí vodní nádrže Hamry. V lokalitě výskyt mihule potoční.[22]
- Chrudimka, o rozloze 230 ha a v rozsahu poloh s nadmořskou výškou klesající od 525 do 407 m v Sečské vrchovině na území Chráněné krajinné oblasti Železné hory. Situačně v terénu v geomorfologickém okrsku Kameničská vrchovina od Trhové Kamenice se silničním mostem v říční km 69,9 (pozemní komunikace Havlíčkova ulice) v průtoku řeky údolím Kameničské vrchoviny ve směru Horní Bradlo, vodní nádrž Seč, Bojanov, až k mostu v říčním km 40,4 se silnicí III/33760 směrem na Křižanovice, před začátkem vzdutí vodní nádrže Křižanovice. V lokalitě výskyt vydry říční a vegetace svazů Ranunculion fluitantis a Callitricho-Batrachion.[23]
- Krkanka – Strádovské peklo, o rozloze 277,5 ha a v rozsahu poloh s nadmořskou výškou klesající od 542 do 310 m v Sečské vrchovině na území Chráněné krajinné oblasti Železné hory, včetně lokalit podél pravostranných přítoků Chrudimky, potoky Lhotický a Debrný. Počátek rozsáhlé evropsky významné lokality na průtoku řeky pod Křižanovickou přehradou (v říčním km 37,5) se nachází v ostrém ohybu pod sídelní lokalitou Slavice (část obce Licibořice) a dále pokračuje přírodními rezervacemi Krkanka v geomorfologickém okrsku Kameničská vrchovina a Strádovské peklo ve Skutečské pahorkatině, přibližně na začátek vzdutí vodní nádrže Práčov (za mostem pro pěší v říčním km 31,3). V lokalitě výskyt vranky obecné a podél břehů na svazích hlubokého říčního údolí typu soutěsky lesy svazu Tilio Acerion a na silikátových skalních výstupech chasmofytická vegetace, také bučiny asociace Luzulo-Fagetum a Asperulo-Fagetum.[24]
- Dolní Chrudimka, o rozloze 65,58 ha a v rozsahu poloh s nadmořskou výškou klesající od 239 do 221 m v Chrudimské tabuli a v Pardubické kotlině. V terénu přibližně v průtoku řeky v geomorfologickém okrsku Heřmanoměstecká tabule od jezu v říčním km 16,4 (Vestec) na katastrálním území města Chrudim k soutoku s Novohradkou a dále v geomorfologickém okrsku Dřenická kotlina (s krátkým úsekem od říčního km 9 do 7,2 v Holické tabuli) až za most pro pěší v říčním km 2,9 na katastrálním území města Pardubice. V lokalitě výskyt klínatky rohaté a vegetace svazů Ranunculion fluitantis a Callitricho-Batrachion.[25]

## Průběh toku

### Pramen

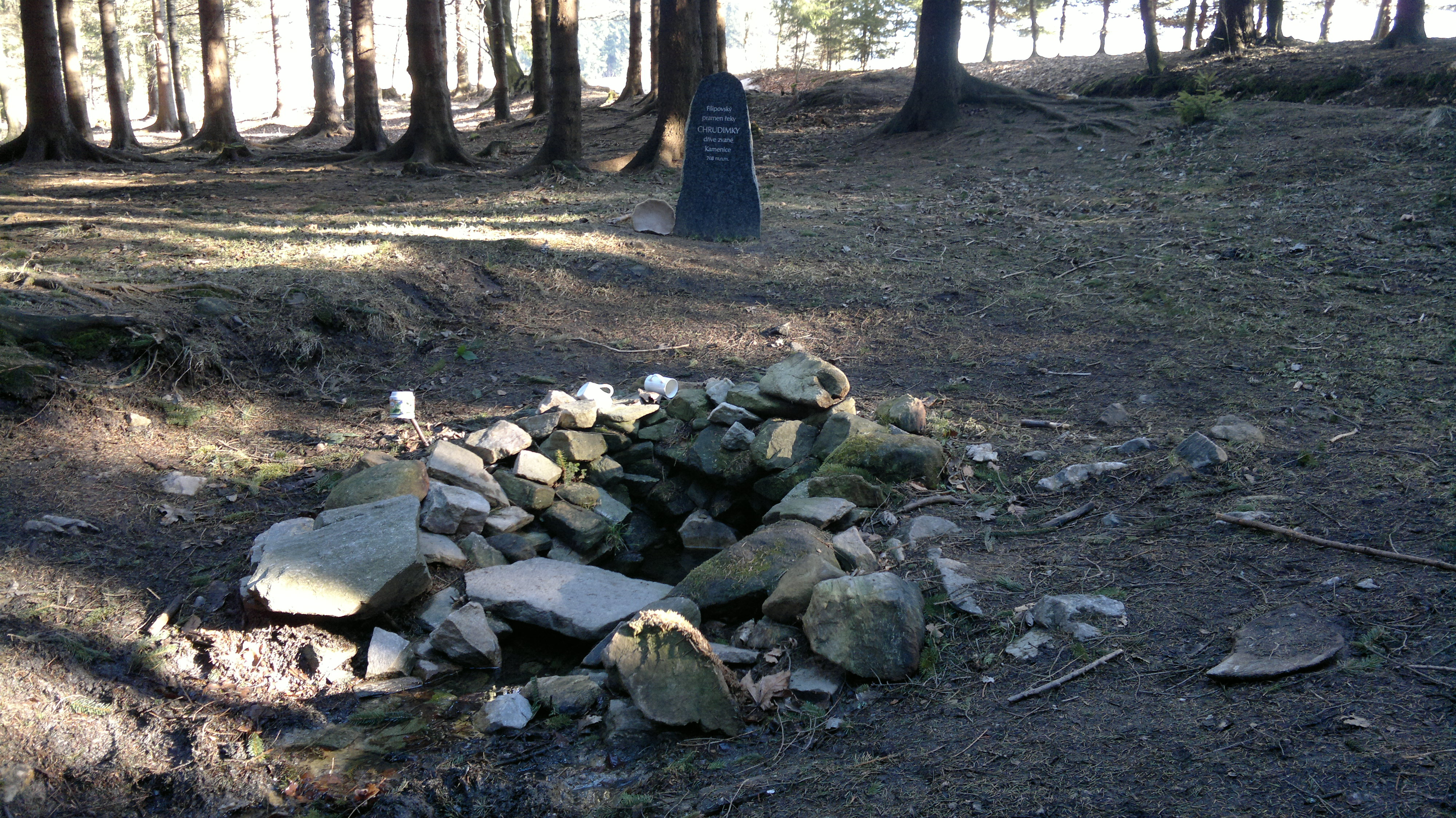
Filipovský pramen

Pramení na Českomoravské vrchovině v pohoří Železných hor, pod nejvyšším vrcholem U oběšeného (738 m), jeho plochou vrcholovou částí prochází hlavní evropská rozvodnice, dělící úmoří Severního moře (Chrudimka) a úmoří Černého moře (Svratka). Na severozápadním úbočí kopce se nachází nejvýše položené prameniště Chrudimky. Za hlavní, z několika pramenů Chrudimky, je považována v turistické mapě a na informační tabuli vlastivědné stezky Krajem Chrudimky uváděná lesní studánka v polesí Stará obora, přesněji však Filipovský pramen, situovaný v nadmořské výšce 705 m na okraji lesní lokality Humperky nad Filipovem (od něho název pramene, výchozí místo vlastivědné stezky Krajem Chrudimky).
V členitém terénu vrchoviny se často objevuje několik pramenišť, kromě lesní lokality Humperky jsou to vlhké louky na svahu pod vyvýšeninou Na Kopci (681 m), u silnice nedaleko obce Dědová a také lokality přírodní památky Bahna. Zdrojnice v podobě bystřin odvádějí vodu od pramenů do širokého a mělkého údolí ve směru sídelní lokality Filipov, s roztroušenou zástavbou na svazích několika vyvýšenin. K soutoku zdrojnic dochází v širokém úžlabí tvořeném úbočím vrcholu U oběšeného na jihovýchodě a protilehlými svahy vyvýšeniny Na Kopci na severozápadě, ze severu uzavřeném svahy Dědovského kopce (676 m) a svahové kupy Na Bahnech (663 m).
Širší prameniště s několika dalšími zdrojnicemi v rámci dílčího povodí Chrudimky se nachází v celé oblasti Kameniček a jejich okolí.

### Horní tok

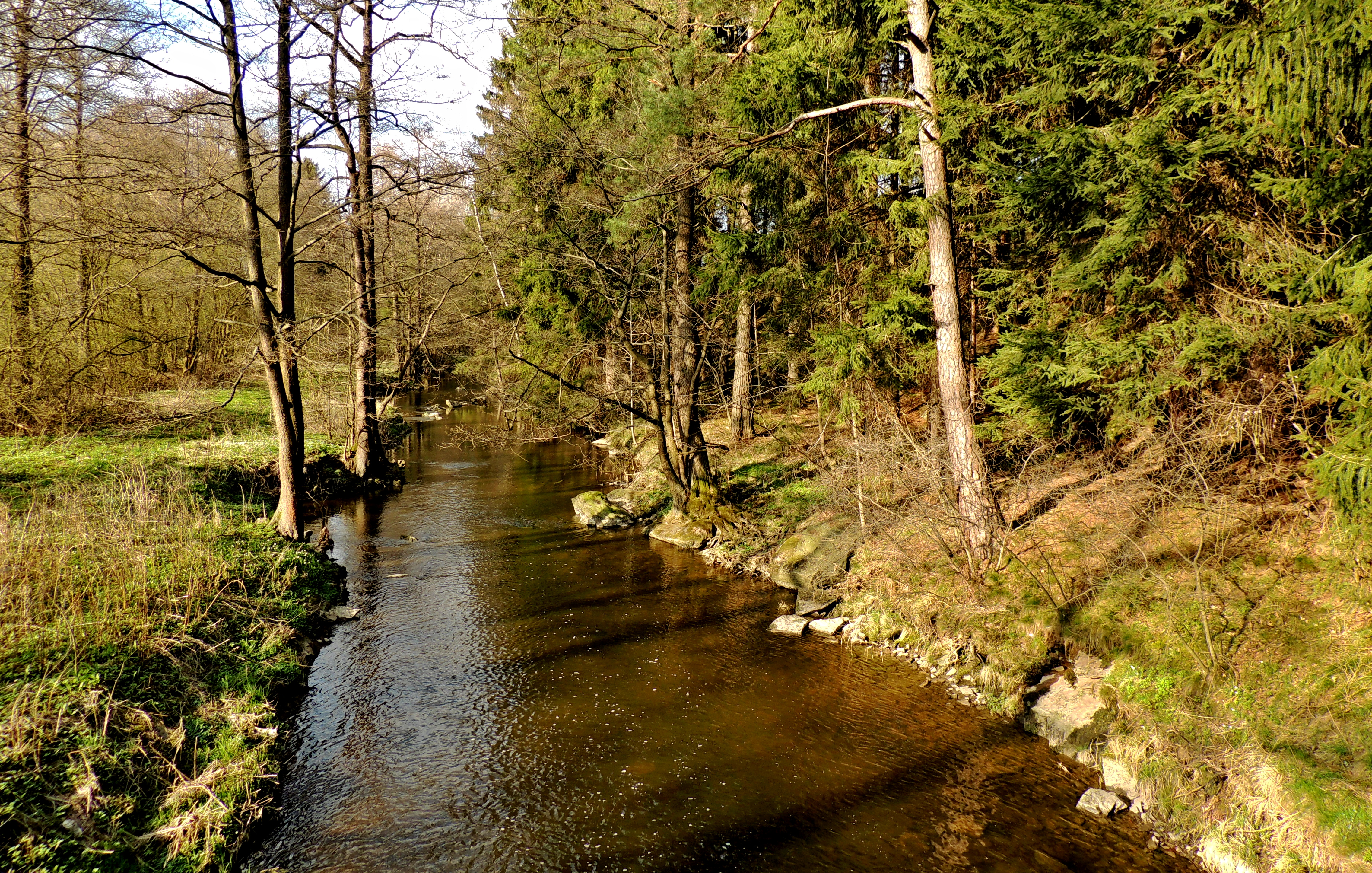
Chrudimka v horním toku pod Hamerskou přehradou

V horním toku od Filipovského pramene protéká Chráněnou krajinnou oblastí Žďárské vrchy, mělkým a širokým úvalovým údolím se zamokřenými loukami náhorní plošiny Českomoravské vrchoviny. Od soutoku zdrojnic pod Filipovem v podmáčených loukách v podobě bystřiny nad monitorovací stanicí povrchových vod Českého hydrometeorologického ústavu (v říční km 104,2) a dále jako potok Kameničkami (původně osada Kamenice, jméno odvozeno od dřívějšího názvu řeky pojmenované podle kamenitého koryta). Kameničky nesou symbol pramene řeky v podobě modrého hrotu ve znaku a modrého pásu na vlajce obce (komunálních symbolech). V průtoku Kameničkami přibírá vodu z Jeníkovského potoka a svodnice z mokřadů přírodní rezervace Volákův kopec.

Na jihozápadním okraji Kameniček rybník Groš, průtokem rybníku prodělává Chrudimka na pohled výraznou změnu, vodní tok je vydatnější a koryto širší. Pod rybníkem vtéká do lesního prostoru přerušovaného loukami s mnoha meandry v údolní nivě s místní lokalitou Lány (na vlastivědné stezce Krajem Chrudimky stanoviště č. 4 s názvem Luční niva Lány). V lese, převážně se smrky, se objevuje jedinečný ekotyp borovice lesní, zvané lánská (lesním prostorem na levém břehu řeky vedena naučná stezka Borovice lánská).  V průtoku tzv. lánským luhem přibírá vody z mokřadů, Chlumětínského potoka a jeho levostranného přítoku (dle ČHMÚ) také Krejcarského potoka, s prameništěm pod Vortovským vrchem (704 m).

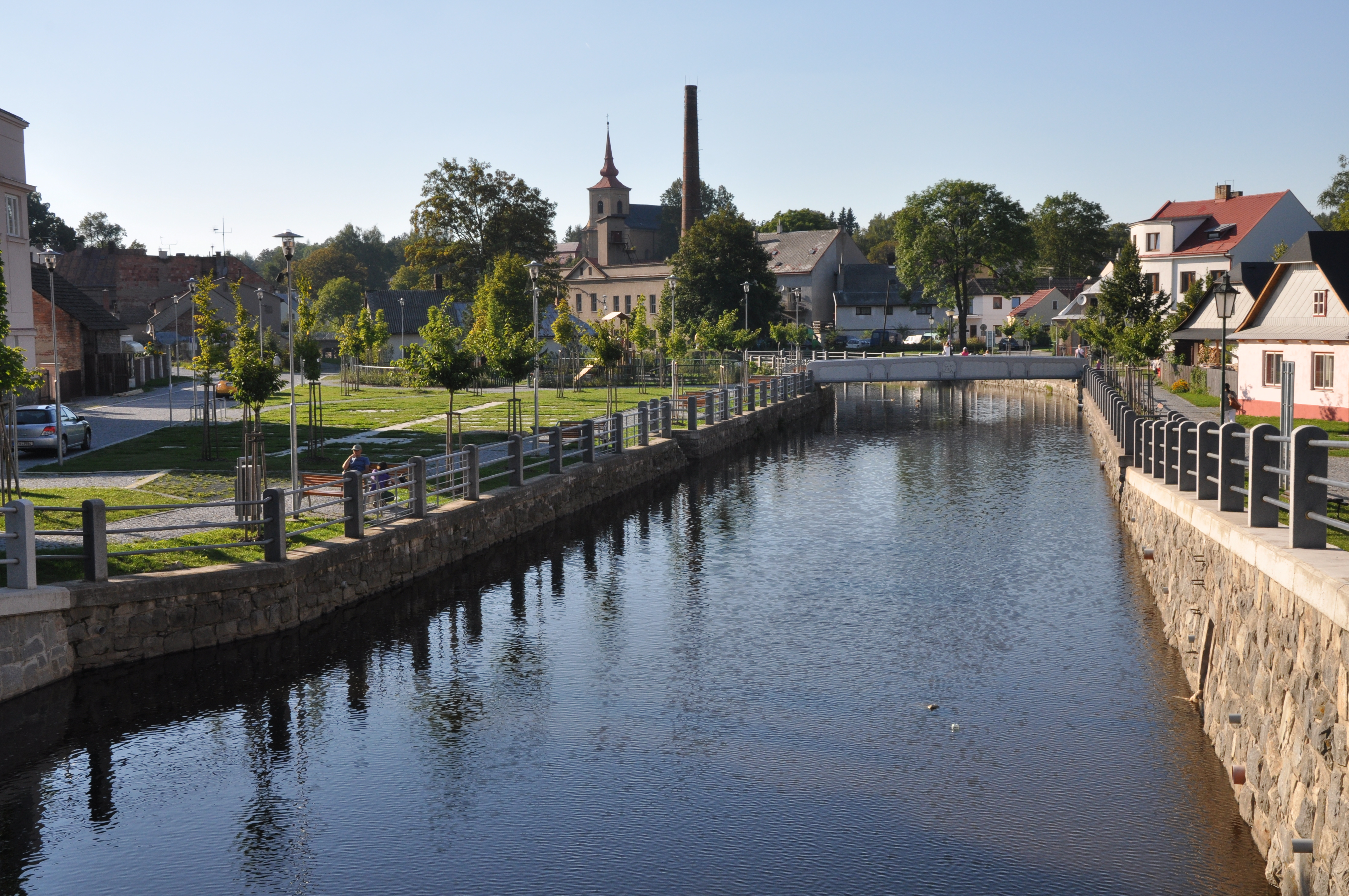
Chrudimka v Hlinsku, vpravo Budovcovo nábřeží s památkovou rezervací Betlém (součást Muzea v přírodě Vysočina)

Na okraji lesní lokality podtéká most silnice III/3438 v úseku Hamry – Vortová a za ním, na počátku vzdutí vodní nádrže Hamry, tvoří její další levostranný přítok Vortovský potok, s prameništěm v sedle mezi vrchy Šindelný (806 m) a Otrok (717 m), cca 1 km jižně od Mariánské Hutě, lokality obce Herálec. Vortovský potok (i zmíněný Krejcarský), pramení v Devítiskalské vrchovině, geomorfologickém okrsku Žďárských vrchů. Prameniště Vortovského potoka je nejvýše položeným v povodí Chrudimky a Šindelný vrch jeho nejvyšším bodem.
Hamerská přehrada v říčním km 93,2 byla vybudována se sypanou hrází, původně realizovaná podobně jako u většiny rybníků. Vodní nádrž Hamry byla prvním vodním dílem provedeným na Chrudimce v letech 1907–1912 za účelem ochrany před povodněmi, způsobujícími v povodí řeky rozsáhlé škody na majetku i na lidských životech. Ve vodní nádrži přibírá Chrudimka vody levostranného přítoku, potoka Valčice. Přehradu opouští Chrudimka v podobě menší řeky a protéká obcí Hamry (původně osada s názvem Přerostlé, do 18. století s vodním hamrem na zpracování železa a na samotě Stupník ve směru toku řeky vodní stoupa na drcení rud a strusek železa). Vodní tok dále směřuje k samotě Hamřík, kde pomocí vodního kola poháněl tzv. kosařský hamr (výroba kos pro sečení). Od Hamříku směřuje řeka k městu Hlinsko.

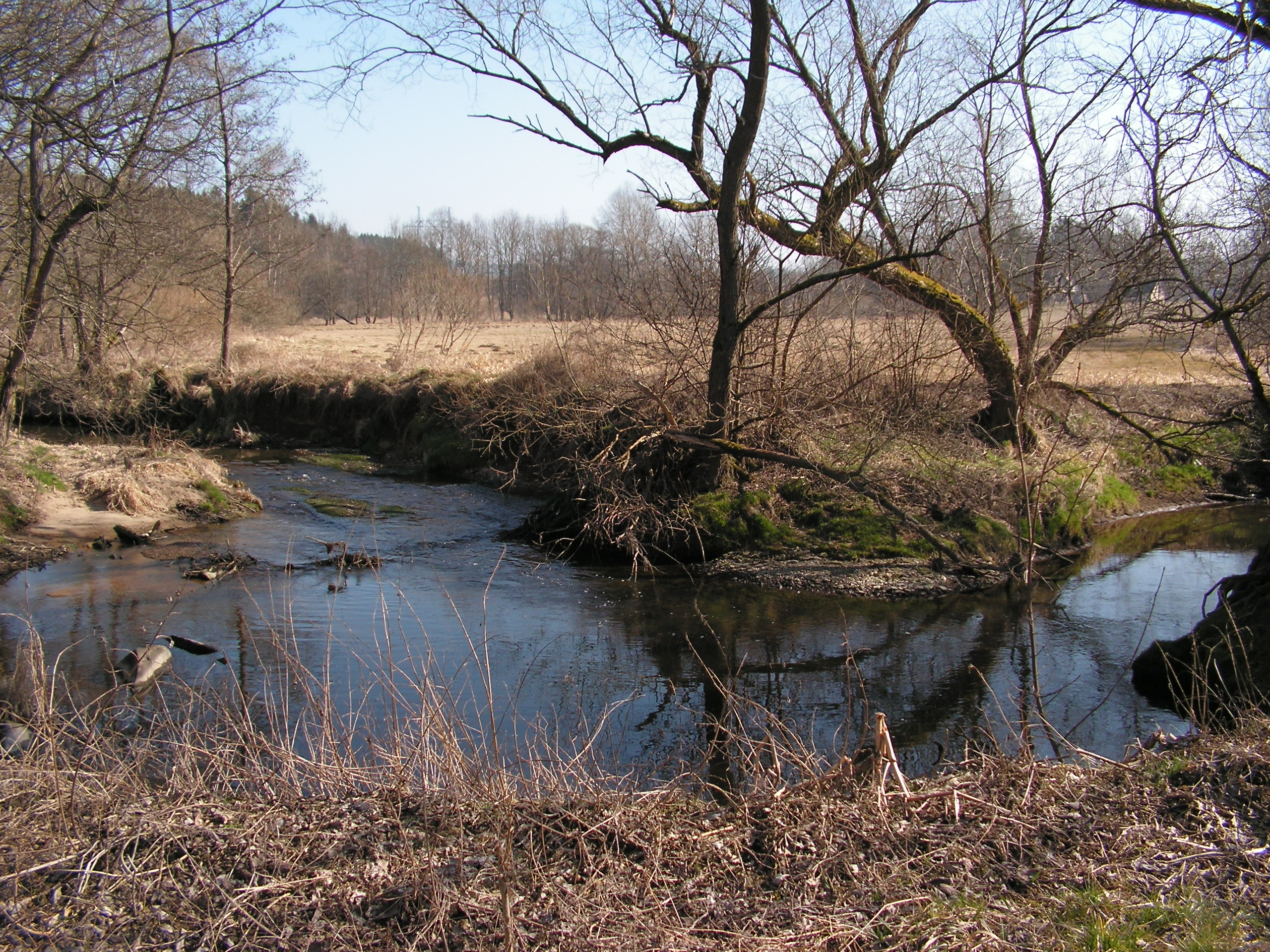
Meandr Chrudimky u Královy Pily

V části Blatno (město Hlinsko) ústí do řeky Blatenský potok, pravostranný přítok s prameništěm v sedle mezi vrchy Pešava (697 m) a Dědovský kopec (676 m). V průtoku Hlinskem je tok řeky značně regulován jezy a břehy koryta v centrální části města jsou vyzděné (Dvořákovo a Budovcovo nábřeží).
Přirozený tok řeky s četnými meandry začíná opět až za obcí Vítanov. Od levostranného přítoku Slubice směřuje hydrogeografická osa Chrudimky k severozápadu, přibližně v linii jihozápadního hřbetu Železných hor. Koryto řeky od soutoku s potokem Slubice až k Trhové Kamenici tvoří rozhraní mezi geomorfologickými okrsky Sečské vrchoviny, levobřežní část náleží do Stružinecké pahorkatiny, pravobřežní do Kameničské vrchoviny.
Stružinecká pahorkatina je významná Dlouhým potokem, levostranným přítokem Chrudimky pod Veselým Kopcem. Dlouhý potok i Chrudimka byla využívána pro stavby se zařízením na vodní pohon, příkladem může být historická památka Králova pila a mlýn (na vlastivědné stezce Krajem Chrudimky stanoviště č. 8) v lokalitě vesničky Milesimov, s historicky významnou vodní pilou, tzv. jednuškou a obilním mlýnem.
Mnohé objekty lidového stavitelství na vodní pohon byly soustředěny do muzea v přírodě na Veselém Kopci (na vlastivědné stezce Krajem Chrudimky stanoviště č. 9). Expozice je součástí Muzea v přírodě Vysočina (dříve Soubor lidových staveb Vysočina), venkovní areál tzv. skanzenu se rozkládá nad soutokem Chrudimky a Dlouhého potoka, přitékajícího ze Stružinecké pahorkatiny. K venkovní expozici náleží i železářský hamr s náhonem na levém břehu Chrudimky v sídelní lokalitě Svobodné Hamry (původně s názvem Hamr nad Kamenicí), dnes spolu s Veselým Kopcem části obce Vysočina.

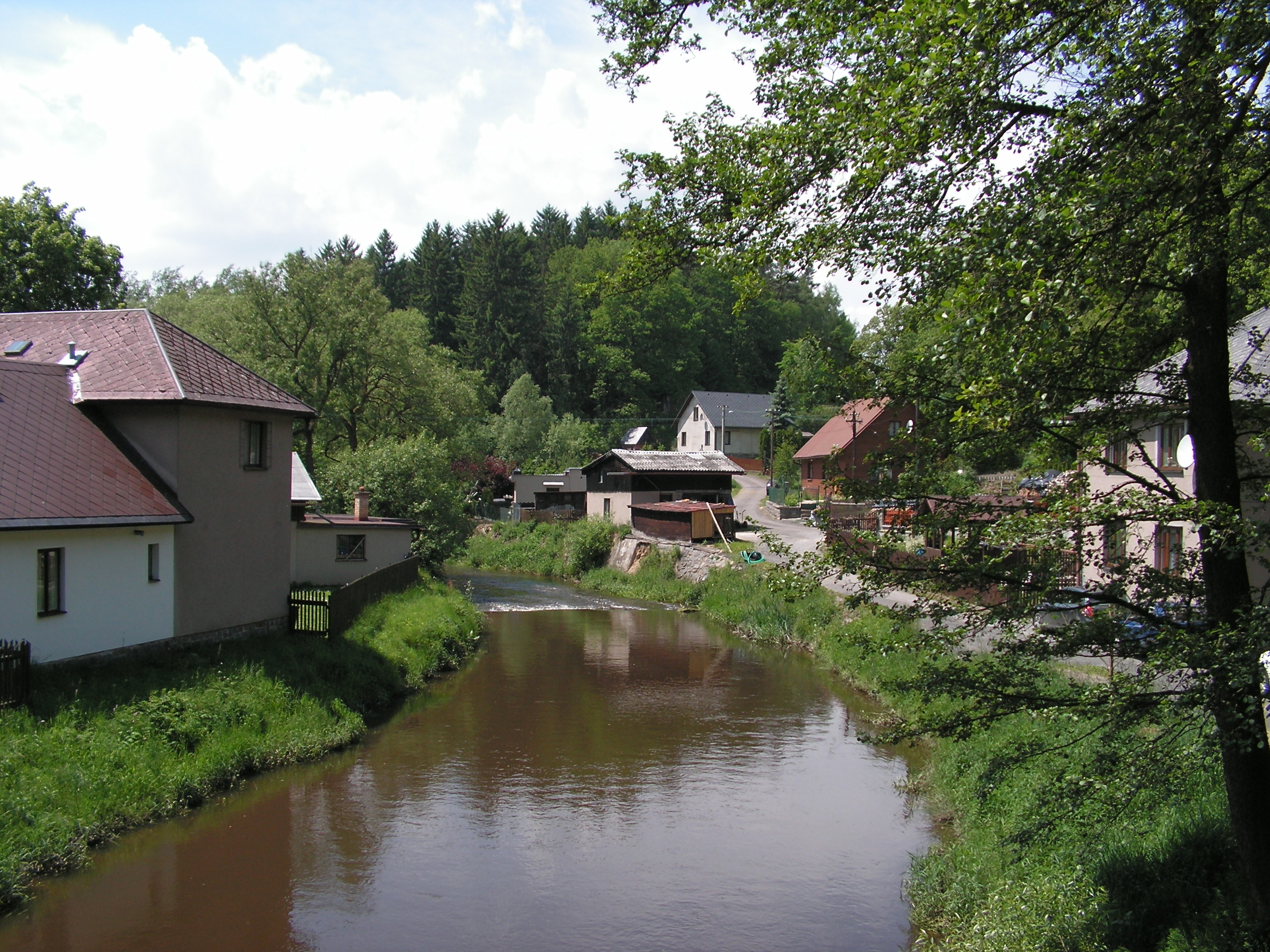
Chrudimka ve Svobodných Hamrech

Po průtoku Svobodnými Hamry jsou při pravém břehu Chrudimky významné rybníky (na vlastivědné stezce Krajem Chrudimky stanoviště č. 12 s názvem Trhovokamenické rybníky) v lokalitách přírodních památek Mlýnský rybník a rybník Rohlík a Zadní rybník (rybník s názvem Velká Kamenice).
V Trhové Kamenici, městysu založeném původně jako osada na brodu přes řeku s dřívějším názvem Kamenice (odtud část názvu) a s právy trhu (Trhová), protéká Chrudimka nejdříve v říční km 72,9 pod železobetonovým mostem se silnicí I/37 (úsek Trhová Kamenice – Údavy) a poté v říčním km 69,9 pod původním mostem přes Chrudimku z roku 1909 v trase Havlíčkovy ulice, kde opouští území CHKO Žďárské vrchy.
Příroda v okolí Chrudimky, v oblasti Žďárských vrchů a Železných hor, byla inspirací pro mnohé malíře – krajináře, například v letech 1903–1907 pobýval český malíř – impresionista Antonín Slavíček (1870–1910) v Kameničkách (v obci busta, pamětní deska, malá galerie v objektu fary), tvořil zde také český malíř Herbert Masaryk (1870–1915), syn prvního československého prezidenta Tomáše Garrigue Masaryka a Charlotty Garrigue Masarykové a další tvůrci.
Hlinsko a okolí navštěvoval za účelem tvorby například František Kaván (1866–1941), pobýval ve Svobodných Hamrech (nad řekou Chrudimkou pamětní deska). Cesta Františka Kavána je název části turistické trasy Klubu českých turistů vedené podél Chrudimky z Hlinska do Trhové Kamenice (součást vlastivědné stezky Krajem Chrudimky).

### Střední tok
Ve středním toku protéká Národním geoparkem Železné hory, v úseku Trhová Kamenice až přehradní hráz vodní nádrže Práčov také Chráněnou krajinnou oblastí Železné hory. Mezi Trhovou Kamenicí a Horním Bradlem, obcí známou sklářskou hutí rodiny Rücklů a pozdější výrobou vánočních ozdob, protéká v několika meandrech s většími oblouky hlubokým údolím Kameničské vrchoviny, geomorfologického okrsku s názvem odvozeným od malé vesničky Kameničky, ležící ve svahu nad pravým břehem řeky.
Nad levým břehem řeky strmé svahy lesní lokality s vrcholem Polom (649 m) a stejnojmennou přírodní rezervací, jednou z nejstarších v Česku (vyhlášeno 31. 12. 1933, tzv. Silvestrovským výnosem o prvních chráněných územích v bývalém Československu). Přírodní rezervace Polom se zbytky jedlobukového pralesa je zvláště chráněné území s původním lesním porostem (na vlastivědné stezce Krajem Chrudimky stanoviště č. 15 s názvem Polom). Rozsáhlá lesní lokalita patří k nejvýznamnějším v CHKO Železné hory, známá také prvonálezy v oblasti mykoflóry.
Od Horního Bradla k Přemilovu protéká více sevřenějším hlubokým údolím podél hlavního hřebenu Železných hor. Nad pravým břehem je vedena modře značená turistická trasa, součást vlastivědné stezky Krajem Chrudimky, kopíruje v různých nadmořských výškách tok řeky Chrudimky až k vodní nádrži Seč. Při vtoku do přehradní nádrže nad pravým břehem skalní stěny a rekreační oblast v lokalitě Ústupky.
V průtoku vodní nádrží se prudce stáčí k severovýchodu v důsledku změn v georeliéfu v období kenozoika. Vodní tok, dnes Chrudimka, tekl po náhorní plošině téměř paralelně s řekou Doubravou, oddělený od jejího koryta hlavním hřebenem Železných hor. Podle nálezu sedimentů v povodí Počáteckého a Zlatého potoka v Podhradské kotlině se předpokládá, že od Horní Vsi (sídelní lokalita součástí města Seč) pokračoval v dnešní ose Počáteckého potoka a byl pravostranným přítokem dnešní Doubravy pod Třemošnicí. Příčinou změn vodního toku byly tektonické pohyby zemských desek podél dnešního železnohorského zlomu, přičemž mohutná zemská kra byla vyzdvižena a ukloněna ve směru jihozápad – severovýchod, ve směru dnešního toku Chrudimky od vodní nádrže Seč.
Od počátku čtvrtohor vytvořila řeka na linii Seč – Chrudim hluboká údolí, jejichž profil byl výhodně využit pro stavbu několika vodních nádrží. V roce 1924–1934 na Chrudimce vybudováno vodní dílo v oblasti Seče, v říčním km 50,7 vyzděná kameny 42 m vysoká přehradní hráz, na odtoku výpusti s malou vodní elektrárnou.
Vodní nádrž Seč má stálé nadržení v objemu 1,303 mil. m³ vody se zatopenou plochou 27,584 ha, je také významným zdrojem vody pro vodárenské využití v úpravnách vody Seč a Monako u Slatiňan. Nad pravým břehem vodní nádrže strmé svahy a skaliska, nad prudkým ohybem řeky se zátokou zvláště chráněné území přírodní rezervace Oheb s teplomilnými rostlinami, reliktním borem a také suťovými lesy s bučinou a javory, na strmém skalním ostrohu zřícenina hradu Oheb.
Pod hrází Sečské přehrady protéká Chrudimka v hlubokém zářezu rulami Sečské vrchoviny. Nad pravým břehem skalní útvary, též Markova skála, od ní po směru toku špičková vodní elektrárna (Francisova turbína) v lokalitě Na Bělidle, s vyrovnávací vodní nádrží Padrty (též Seč II), v říčním km 47,9 přehradní hráz, pod ní ve směru toku Padrťský Mlýn (od něho na levém břehu vedená vlastivědná stezka Krajem Chrudimky a část naučné stezky Historie vápenictví).
Před obcí Bojanov při pravém břehu rybník Trojan, za Bojanovem meandruje širokou údolní nivou s rybníky Bojanovský a Novomlýnský, mezi strmými svahy kopců Kameničské vrchoviny. Nad pravým břehem přírodní rezervace Vápenice s pozůstatky důlních štol, hnízdiště ohrožené populace netopýrů.
V říčním km 41,7 most se silnicí II/337 (po mostě vedena vlastivědná stezka Krajem Chrudimky) a v říčním km 40,8 vybudován na řece jez u chatovou osady Mezisvětí. V říčním km 40,4 most s komunikací do Křižanovic na počátku vzdutí údolní vodní nádrže Křižanovice (též Křižanovice I). Nad pravým břehem vodní nádrže významná lokalita s pozůstatky keltského oppida (bývalé hradiště s archeologickým nalezištěm, Oppidum České Lhotice, též Keltská naučná stezka).
Pod vodní nádrží Křižanovice koryto řeky plné balvanů a peřejí, řeka se ostře zařezává do nasavrckého žulového masivu a vytváří hluboká říční údolí typu soutěsky se skálami a suťovými poli v přírodní rezervaci Krkanka. Na pravostranném bezejmenném přítoku (ústí v nadmořské výšce 365 m) tzv. Hradišťský vodopád (cca 3 m vysoký). O zhruba 135 m výše, nad strmým pravým břehem v nadmořské výšce kolem 500 m leží město Nasavrky (pracoviště správy CHKO Železné hory).
S přírodní rezervací Krkanka opouští Chrudimka oblast Kameničské vrchoviny a pokračuje ve Skutečské pahorkatině kaňonovitým údolím s přírodní rezervací Strádovské Peklo. V říčním km 31,8 most pro pěší turisty, nad ním vpravo zřícenina hradu Strádov na skalnatém ostrohu, ohraničeném údolím řeky a roklí Libáňského potoka.
V říčním km 31,3 před mostem pro pěší začátek vzdutí vyrovnávací vodní nádrže Práčov (též Křižanovice II). Na levém břehu nad ní vesnice Práčov (část obce Svídnice) s dominantou v krajině, vodárenskou věží. Pod sypanou hrází přehrady se širokým přelivem opouští řeka CHKO Železné hory a mírně meandruje údolím kolem obce Svídnice. Pod samotou Brusy se na pravém břehu Chrudimky nachází technická památka Lukavická štola (na vlastivědné stezce Krajem Chrudimky stanoviště č. 28).
Před Škrovádem (část Slatiňan) protéká chatovou oblastí Borek s mnoha bývalými pískovcovými lomy na obou březích řeky a vodním mlýnem Skály se stejnojmenným rybníkem. Před mostem pro pěší v říčním km 26,9 km opouští řeka Skutečskou pahorkatinu a v krátkém úseku se navrací do Kameničské vrchoviny (kromě části pod lokalitou Na Blehově stráni). V říčním km 24,4 ve Slatiňanech řeka opouští oblast Sečské vrchoviny (Železných hor) a vtéká do nížinné krajiny Chrudimské tabule.

### Dolní tok
Dolní tok v Chrudimské tabuli a v Pardubické kotlině je vzhledem k urbanizaci krajiny značně regulován. Před jezem v říčním km 23,6 vtéká na katastrální území města Chrudim, od kterého bylo odvozeno zeměpisné jméno (hydronymum) řeky. Na průtok městem Chrudimí je navázána soustava bývalých mlýnských náhonů, v říčním km 20 vybudován jez, od něho dvě koryta vytvářející ostrovy, při pravém rameni ve směru toku přírodní rezervace Ptačí ostrovy (významné hnízdiště ptáků, kolonie havranů, též park s názvem Střelnice, vybudován původně jako neveřejný v roce 1822).
Za Chrudimí řeka v širokém a mělkém údolí mezi obcemi Tuněchody a Úhřetická Lhota. Pod Úhřetickou Lhotou se do Chrudimky vlévá řeka Novohradka, podobně jako Chrudimka v dolní části toku značně meandruje. Lokalita je příkladem tzv. říčního pirátství vodních toků; původně řeka Novohradka protékala oblastí jako silně erozivní vodní tok dříve, než řeka přitékající od jihozápadu (dnes Chrudimka) prorazila koryto v křídové tabuli. Novohradka následně tzv. načepovala vodu Chrudimky a odvedla ji svým korytem do řeky Labe. V současnosti je však Novohradka považována za pravostranný přítok Chrudimky.
Za soutokem s Novohradkou vtéká do Pardubické kotliny v místě, kde je koryto řeky propojené úzkou strouhou, tzv. Ohrádeckou svodnicí se Zminkou, ze které je při velkém průtoku odváděna voda do Chrudimky. Od zaústění strouhy protéká řeka katastrálním územím města Pardubice. V lokalitě Štětín do Chrudimky ústí levostranný přítok zvaný Náhon od Tuněchod a u Mnětic v říčním km 7,2 vybudován jez s náhonem pro malou vodní elektrárnu. Pod Mněticemi tok Chrudimky napřímen; pozůstatkem je značný počet slepých ramen pod přírodní rezervací Nemošická stráň, ale i Matiční jezero v Pardubicích.
Zhruba 70 m před silničním mostem v říčním km 0,6 ústí do Chrudimky pravostranný přítok z uměle vybudovaného kanálu Halda, přivádějící vodu z Loučné do zaniklé pardubické rybniční soustavy, pozůstatkem jsou na turistické mapě uváděné vodní plochy Čičák a Velké jezero. Odtoky z rybníků jsou pomocí vodního kanálu svedeny do Chrudimky. Rychlost toku Chrudimky v Pardubické kotlině je značně ovlivněna malým spádem i četnými jezy a také vzdutím hladiny Labe, do kterého se vlévá v nadmořské výšce 215,51 m jako levostranný přítok v říčním km 966,66 nad pardubickým zdymadlem s plavební komorou a malou vodní elektrárnou.

## Větší přítoky

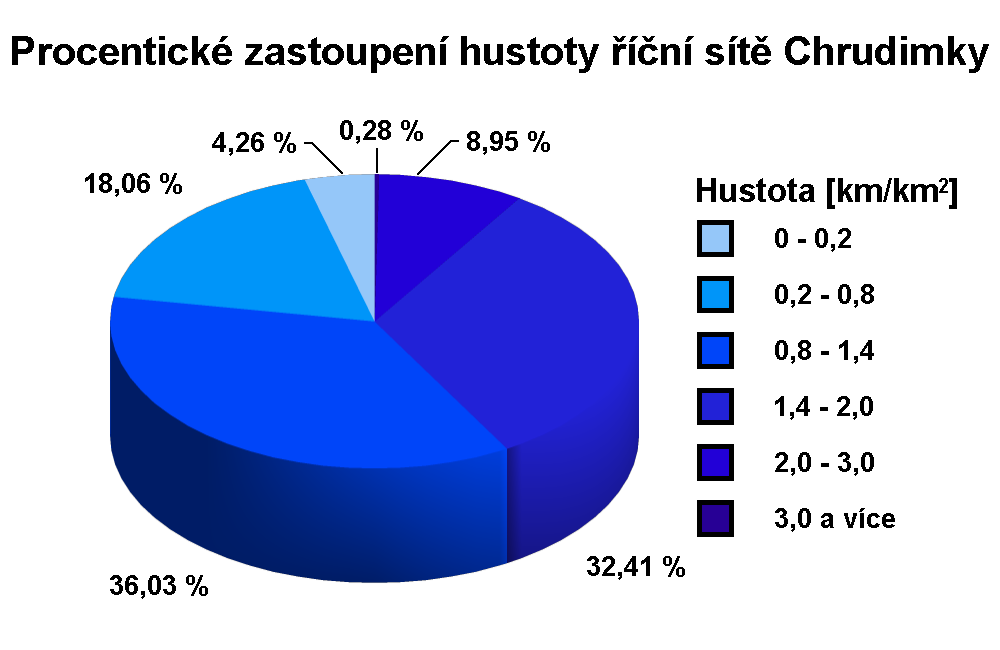
Hustota říční sítě

Celkově největším přítokem Chrudimky je řeka Novohradka, jejíž délka činí 49,2 km. Ostatní její přítoky jsou již mnohem menší. Průměrná hustota říční sítě Chrudimky činí 1,25 km/km². Celkově se v jejím povodí nachází 999 vodních toků v délce do jednoho kilometru a 271 vodních toků v délce 1 až 10 km. Potoky dlouhé 10 až 20 km jsou v povodí celkem tři. Další tři vodoteče mají délku mezi 20 až 40 km. V délce 40 až 60 km se v povodí řeky nalézá jeden vodní tok.
- Chlumětínský potok, zleva, ř. km 100,2[40]
- Vortovský potok, zleva, ř. km 97,1[41]
- Valčice, zleva, ř. km 95,9[42]
- Blatenský potok, zprava, ř. km 90,0[43]
- Drachtinka, zprava, ř. km 88,4[43]
- Vítanec, zprava, ř. km 84,8[40]
- Slubice, zleva, ř. km 82,7[40]
- Dlouhý potok, zleva, ř. km 79,6[42]
- Chobotovský potok, zprava, ř. km 74,0[43]
- Rohozenský potok, zprava, ř. km 73,2[40]
- Javorský potok, zprava, ř. km 68,6[41][pozn 2]
- Javorenský potok, zprava, ř. km 66,6[41]
- Vršovský potok, zprava, ř. km 63,8[42]
- Luční potok, zprava, ř. km 63,3[44]
- Zlatník, zleva, ř. km 44,7[45]
- Dehetník, zprava, ř. km 44,5[45]
- Mecký potok, zprava, ř. km 42,3[45]
- Jezerní potok,zprava, ř. km 41,0[46]
- Debrný potok, zprava, ř. km 35,6[46]
- Libáňský potok, zprava, ř. km 32,8[47]
- Okrouhlický potok, zleva, ř. km 29,8[48]
- Podhůra, zleva, ř. km 23,8[49]
- Novohradka, zprava, ř. km 13,8[45]
- Mnětický potok, zleva, ř. km 4,5[50]

## Geologická zajímavost

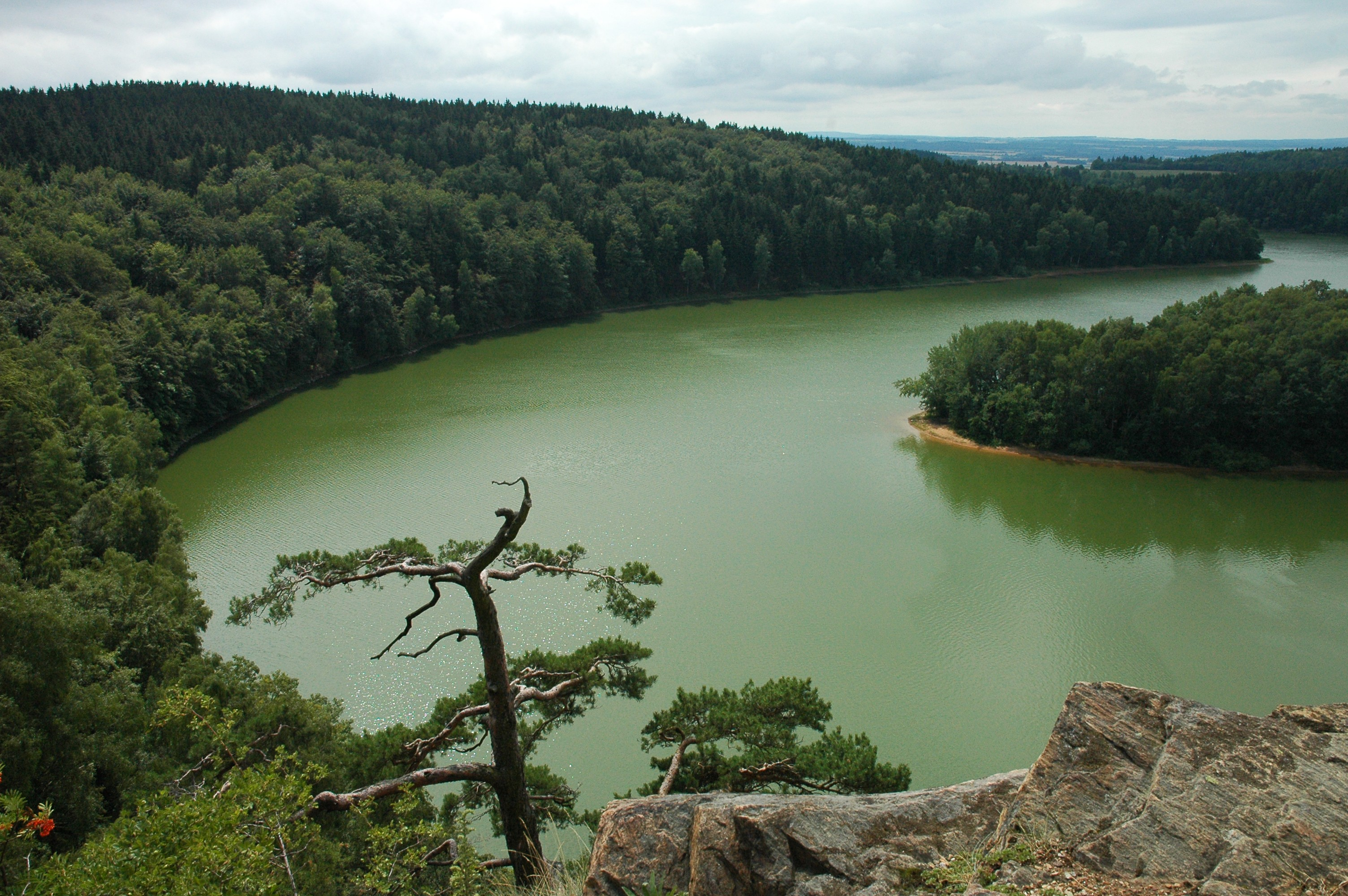
Pohled od zříceniny hradu Oheb na Sečskou přehradu

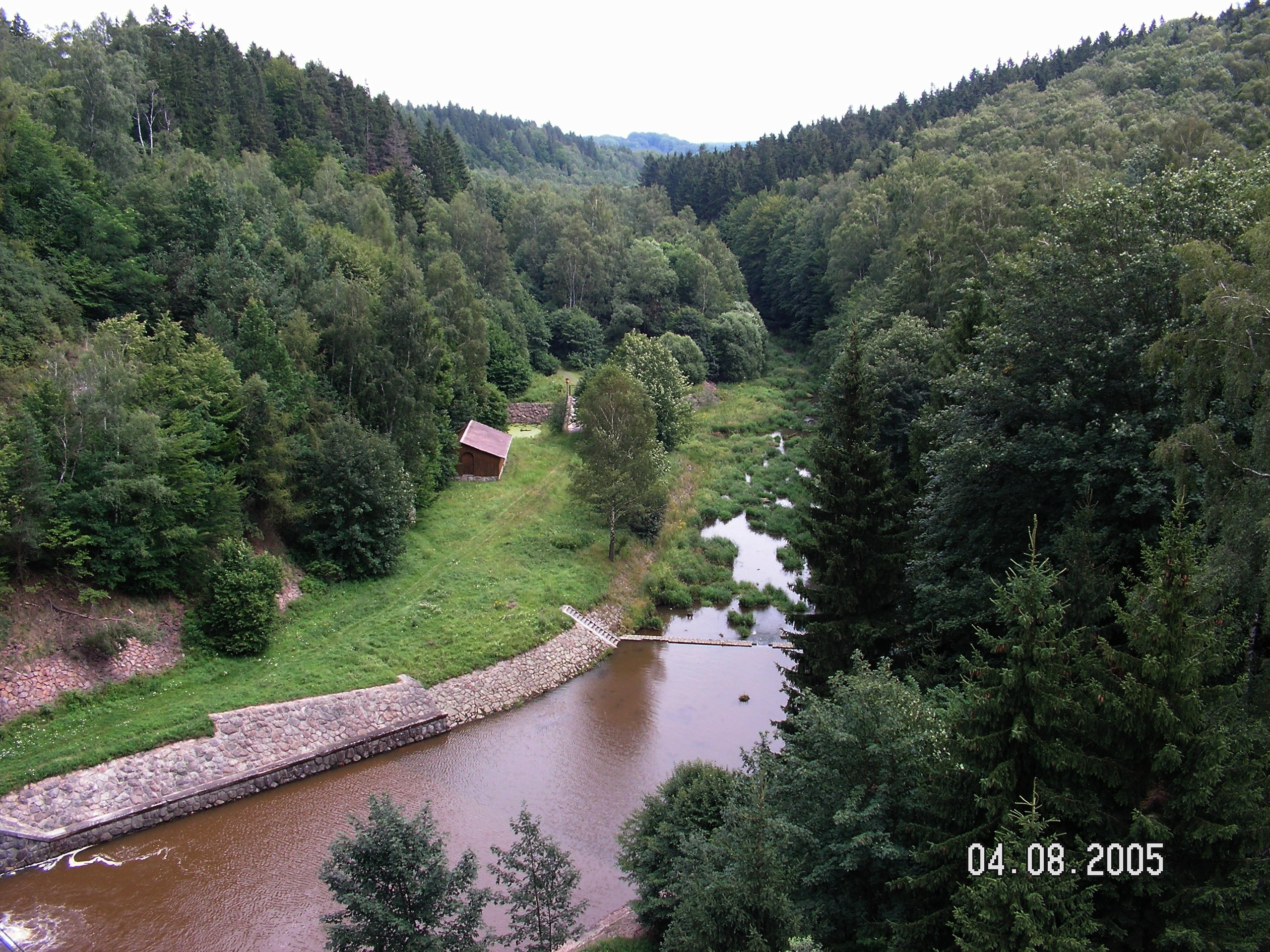
Chrudimka pod Sečskou přehradou

Chrudimka je příkladem pirátství vodních toků, kdy jeden silně erodující tok načepuje tok druhý. V případě Chrudimky se tak stalo počátkem čtvrtohor v prostoru pod nynější Sečí. Úklon Železných hor k severovýchodu, probíhající od třetihor vytvořil nejen výrazný zlomový svah nad Čáslavskou kotlinou, ale umožnil potoku tekoucímu údolím ke Slatiňanům v tomto místě načepovat původní tok řeky. Ta tekla od jihu na severozápad údolím nynějšího Počáteckého potoka, tzv. Kraskovským permokarbonem, dále Peklem a Hedvičiným údolím jako Zlatý potok, současný pravostranný přítok Doubravy a vlévala se do Labe u Záboří nad Labem. V místě náčepního lokte tak vznikl ohyb, podle něhož byl později pojmenován i hrad Oheb, který byl vystavěn na vysokém ostrohu na pravém břehu. Později byla v tomto místě vybudována klenutá zděná hráz Sečské přehrady, po jejíž koruně vede silnice 343 ze Seče do Horního Bradla. Přímo nad tunelem, kterým silnice ústí na hráz, se nachází zřícenina hradu Vildštejn.

## Vodní režim

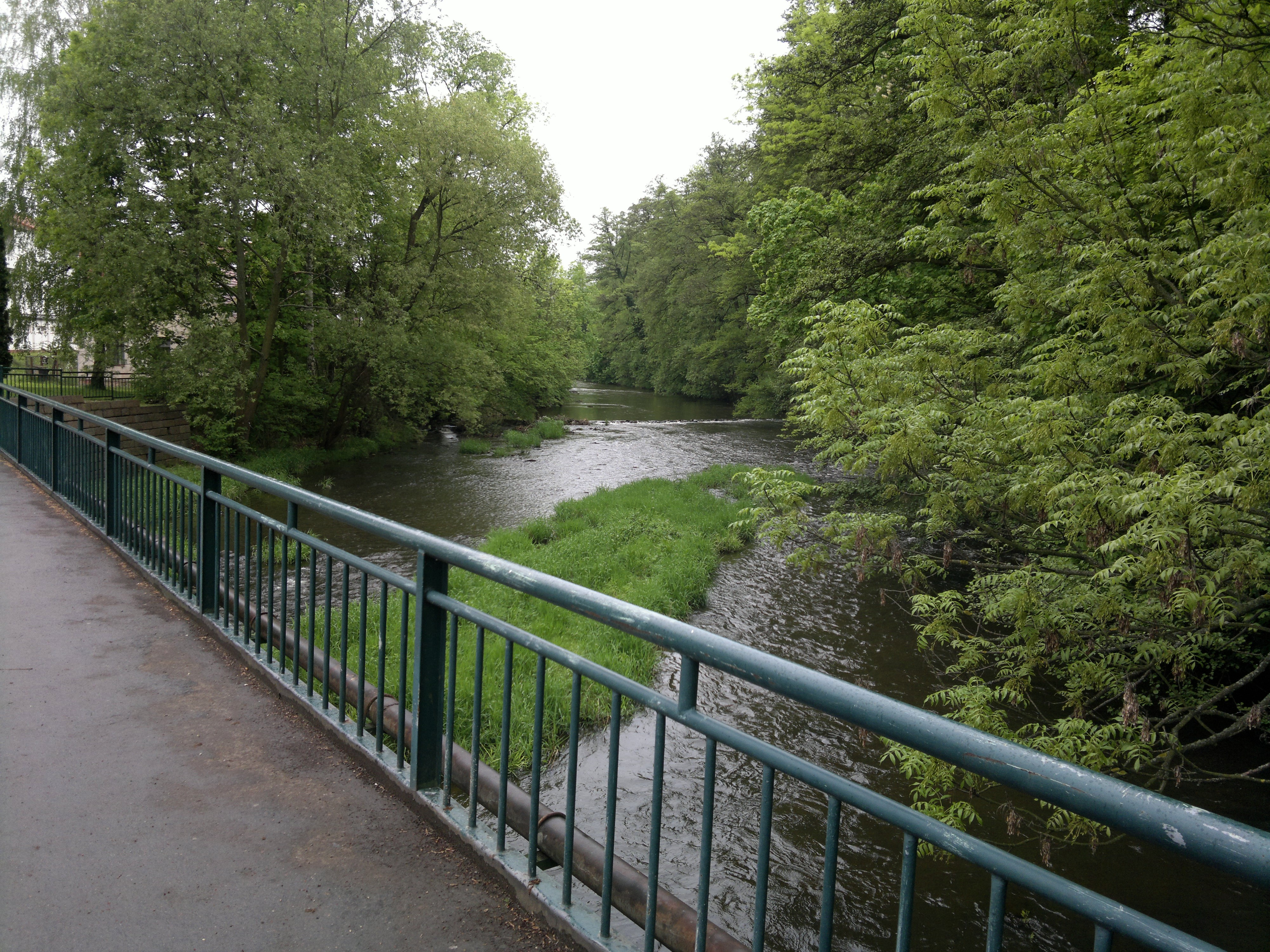
Řeka ve Slatiňanech

Průměrný roční průtok vody u ústí činí 6,02 m³/s.
Průměrné dlouhodobé měsíční průtoky Chrudimky (m³/s) ve stanici Nemošice:
Průměrné měsíční průtoky Chrudimky (m³/s) ve stanici Nemošice v roce 2014:
Vybrané hlásné profily:
| místo        | říční km | plocha povodí | průměrný průtok (Qa) | stoletá voda (Q100) | poznámky         |
| ------------ | -------- | ------------- | -------------------- | ------------------- | ---------------- |
| pod VD Hamry | 93,0     | 57,17 km²     | 0,56 m³/s            | 40,8 m³/s           | aktualizace 2023 |
| Přemilov     | 58,1     | 204,39 km²    | 2,06 m³/s            | 149,0 m³/s          | aktualizace 2023 |
| Padrty       | 47,2     | 225,07 km²    | 2,37 m³/s            | 133,0 m³/s          | aktualizace 2023 |
| Svídnice     | 30,3     | 274,16 km²    | 2,55 m³/s            | 150,0 m³/s          | aktualizace 2023 |
| Nemošice     | 3,7      | 856,50 km²    | 5,22 m³/s            | 215,0 m³/s          | aktualizace 2023 |

## Vodní díla

### Přehrady s vodní nádrží
- Hamry, v říčním km 93,1 budována v letech 1907–1912, hráz sypaná 17,7 m vysoká; funkce vodohospodářská (zajištění minimálního průtoku v Chrudimce, ochrana území před povodní, akumulace vody pro vodárenské účely) a účelové rybí hospodářství se zákazem rybolovu.[57]
- Seč (též Seč I), v říčním km 50,7 budována v letech 1924–1935, hráz zděná 42 m vysoká s malou vodní elektrárnou na výpusti; funkce vodohospodářská (zajištění minimálního průtoku v Chrudimce, ochrana území před povodní, akumulace vody pro vodárenské účely), energetická (špičková vodní elektrárna Seč), účelové rybí hospodářství (sportovní rybolov) a rekreační (vodní sporty, koupání).[58]
- Padrty (též Seč II), v říčním km 47,92 dokončena v roce 1947, hráz zemní 8 m vysoká; funkce vyrovnávání odtoku vody ze špičkové vodní elektrárny Seč (Francisova turbína) a od roku 1990 energetické využití malou vodní elektrárnou v tělese přehradní hráze (dvě turbíny Banki 60).[58]
- Křižanovice (též Křižanovice I), v říčním km 37,15 budována v letech 1947–1953, hráz zděná 31,7 m vysoká s malou vodní elektrárnou na výpusti; funkce vodohospodářská, energetická (špičková vodní elektrárna Práčov, též Práčov I) a účelové rybí hospodářství se zákazem rybolovu.[59]
- Práčov (též Křižanovice II), v říčním km 30,4 budována současně s vodním dílem Křižanovice v letech 1947–1953, hráz zemní 11 m vysoká; funkce vyrovnávání odtoku vody ze špičkové vodní elektrárny Práčov I (Francisova turbína) a energetické využití malou vodní elektrárnou Práčov II (Kaplanova turbína) na výpusti v tělese přehradní hráze.[59]

### Mlýny
Mlýny jsou seřazeny po směru toku řeky.
- Králova pila a mlýn – Milesimov (Všeradov), okres Chrudim, kulturní památka
- Vodní mlýn ve Svobodných Hamrech – Svobodné Hamry, okres Chrudim, kulturní památka
- Mlýn Skály – Kunčí, okres Chrudim

## Turistika
- Vlastivědná stezka Krajem Chrudimky, výchozí místo Filipovský pramen, cílem město Chrudim, naučná stezka s celkovou délkou 82 km v povodí řeky překonává výškový rozdíl 390 m a na jednatřiceti přírodovědně a kulturně zajímavých místech vybavena informačními tabulemi.